# Takehiro Koyama
Takehiro Koyama (jap. 小山 武宏 Koyama Takehiro; ur. 1 grudnia 1943) – japoński seiyū i aktor dubbingowy.
Dubbingował takich aktorów jak James Fox i Dan Hedaya.

## Wybrane role w anime
- Cowboy Bebop – Bull
- Detektyw Conan –
  - Kamei,
  - Taiji Tatsumi,
  - Heizou Hattori
- D.Gray-man – ojciec
- Eureka Seven – dowódca
- Full Metal Panic? Fumoffu – przywódca gangu Mikihara
- Last Exile – Vitellius Glamis
- Legend of the Galactic Heroes
- Lupin III
- Saishū heiki kanojo – nauczyciel języka
- Speed Grapher – premier Kamiya
- Texhnolyze – Gabe Elder
- Yu Yu Hakusho: Ghost Files – Midorenja